# Vido Musso
Pour les articles homonymes, voir Musso.
Vido William Musso (né le 7 janvier 1913 à Carini, en Sicile - mort le 9 janvier 1982 à Rancho Mirage, en Californie) est un jazzman italien de naissance, qui devint américain après l'installation de sa famille aux États-Unis alors qu'il a sept ans.

## Biographie
La famille de Vido Musso émigre aux États-Unis en 1920. Il commence par la clarinette avant de se mettre au saxophone ténor, mais il est surtout connu en tant que chef d'orchestre et grâce à ses années auprès des big bands de Benny Goodman, Gene Krupa, Tommy Dorsey, Harry James, Stan Kenton et Woody Herman.
Il commence à travailler avec l'orchestre d'Everett Hoagland en 1930 puis ceux de Rube Wolff et Gil Evans. Il est engagé en 1936 dans le "big band" de Benny Goodman, enregistre en 1937 avec Lionel Hampton (After you've gone), joue en 1938 avec Gene Krupa, en 1940 avec Harry James, en 1942-1943 avec Woody Herman et avec Tommy Dorsey en 1945. Il est engagé en 1946 dans l'orchestre de Stan Kenton avec lequel il grave Come Back to Sorrento, Rythm incorporated. À partir de 1947 il dirige des petites formations en Californie et collabore à quelques sessions avec Stan Kenton dans les années 1950 (Intermission riff, Eager beaver, Artistry in rythm).